# Pseudorhinoplus
Pseudorhinoplus är ett släkte av steklar. Pseudorhinoplus ingår i familjen bracksteklar.
Kladogram enligt Catalogue of Life:
| Pseudorhinoplus | \| \| Pseudorhinoplus cephalotus \| \| \| \| \| \| Pseudorhinoplus fulvus \| \| \| \| \| \| Pseudorhinoplus fuscipennis \| \| \| \| \| \| Pseudorhinoplus sulphureus \| \| \| \| \| \| Pseudorhinoplus variegatus \| \| \| \| |
|                 | \| \| Pseudorhinoplus cephalotus \| \| \| \| \| \| Pseudorhinoplus fulvus \| \| \| \| \| \| Pseudorhinoplus fuscipennis \| \| \| \| \| \| Pseudorhinoplus sulphureus \| \| \| \| \| \| Pseudorhinoplus variegatus \| \| \| \| |
|                 | Pseudorhinoplus cephalotus |
|                 | |
|                 | Pseudorhinoplus fulvus |
|                 | |
|                 | Pseudorhinoplus fuscipennis |
|                 | |
|                 | Pseudorhinoplus sulphureus |
|                 | |
|                 | Pseudorhinoplus variegatus |
|                 | |